# Zootechnie

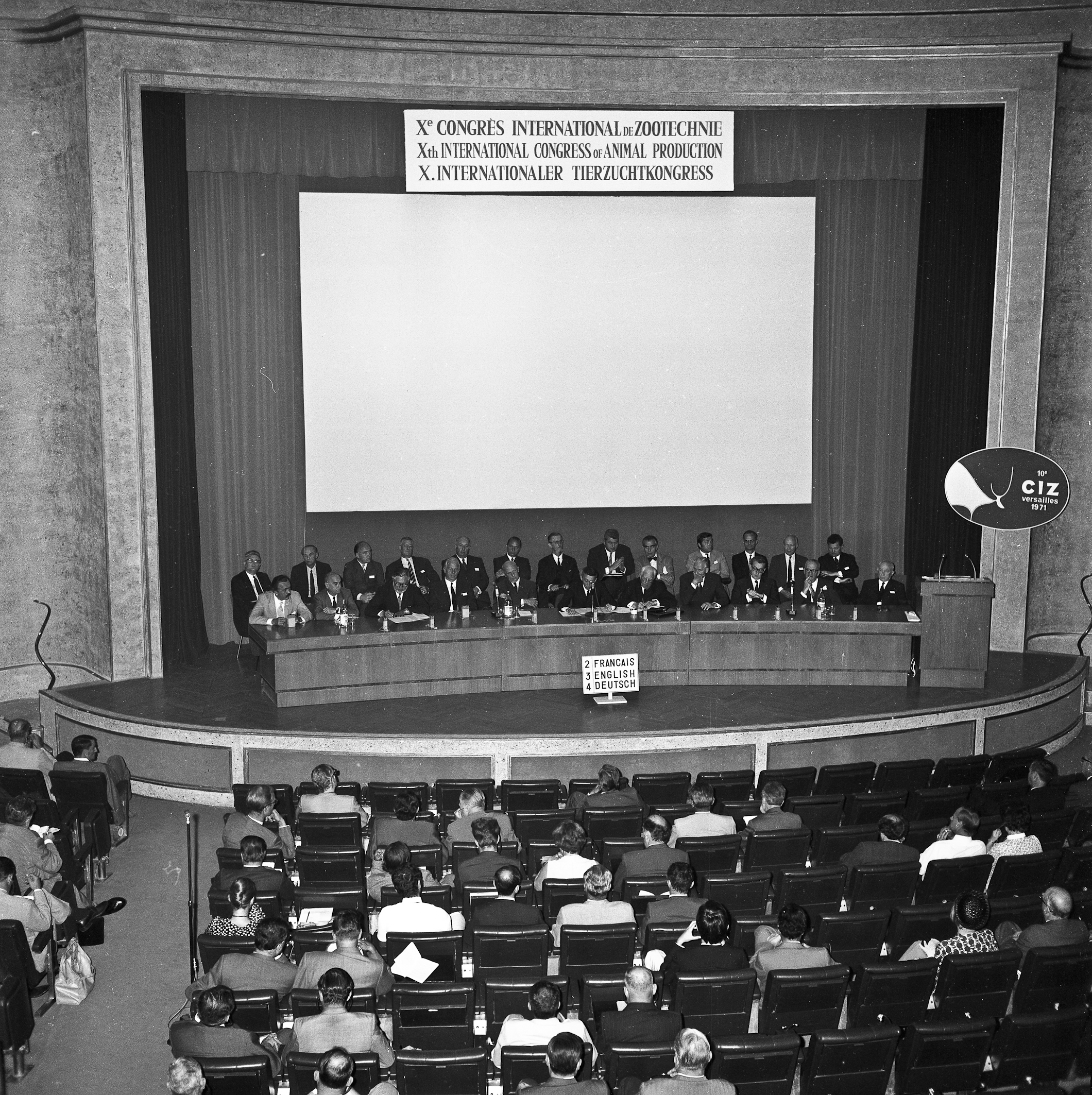
Congrès mondial de zootechnie à Versailles en 1971.

La zootechnie est l'ensemble des sciences et des techniques mises en œuvre dans l'élevage des animaux pour la production alimentaire, la production de vêtements, ainsi que la traction (viande, lait, œufs, laine, traction, voire loisirs et agréments, sport hippique, etc.). La zootechnie inclut le soin, l'alimentation, la reproduction et la sélection des espèces animales.

## Présentation
La zootechnie est la science qui étudie les techniques liées à l'élevage des animaux en production agricole en général. La finalité est d'optimiser la production tant en qualité qu'en quantité. On y étudie également le confort de l'animal, sa santé, son bien-être ainsi que les conditions de travail des agents d'élevage pour de garantir un bon rapport animal/soigneur, une efficacité dans leur travail, ce qui favorise les conditions d'élevage.
L'étude de la croissance physiologique des animaux permet d'améliorer la qualité de la viande. Des études scientifiques menées par l'INRAE permettent de mieux connaitre l'anatomie et la composition corporelle des animaux. Il est question des itinéraires d'animaux : de la mise bas à l'abattage afin d'être consommés sous forme de viande.
La zootechnie s'intéresse aussi à la conduite des troupeaux, à la définition du concept de bien-être animal.
La zootechnie est une discipline intégrative en ce sens qu'elle intègre les applications particulières de plusieurs champs disciplinaires : la génétique animale, la physiologie animale (dont la reproduction et la nutrition), l'éthologie, l'épidémiologie, l'hygiène, les techniques de logement et de mécanisation, l'écologie, les statistiques et l'informatique, ainsi que diverses branches des sciences humaines (sociologie, psychologie, droit, histoire, économie).
La zootechnie est indissociable de l'agronomie dès lors qu'il est fait appel à des ressources agricoles et à une exploitation agricole pour obtenir ces produits animaux.
L'ethnozootechnie est un volet culturel de la zootechnie, conservant cette dimension intégrative, et fondé principalement sur l'histoire de l'élevage et des relations entre les humains et l'animal.

## Critiques
Selon l'association animaliste L214, la zootechnie n'est développée que pour des critères de productivité qui intéressent les humains. Cette science représente pour les animaux des facteurs de maltraitance, de stress lors de l'expérimentation animale ou l'enfermement.
L'association cite pour exemple, la pose d'hublot sur une vache, les malformations et déformations cardiaques, respiratoires et les troubles de la locomotion chez les poulets à croissance rapide, ou les truies enfermées dans des espaces contraints. La réduction de la durée de vie de poule pondeuse face à la productivité de ponte. Les vaches développent des mammites (inflammations des mamelles), de métrites (infections de l’utérus), ou encore de boiteries, à la suite de la multiplication de la production par 4 de litres de lait entre 1945 et les années 2000.
Les cochons sont sous-alimentés pour satisfaire la demande de consommateurs à la recherche de chair animal pauvre en acide gras saturé.

## Historique de la discipline

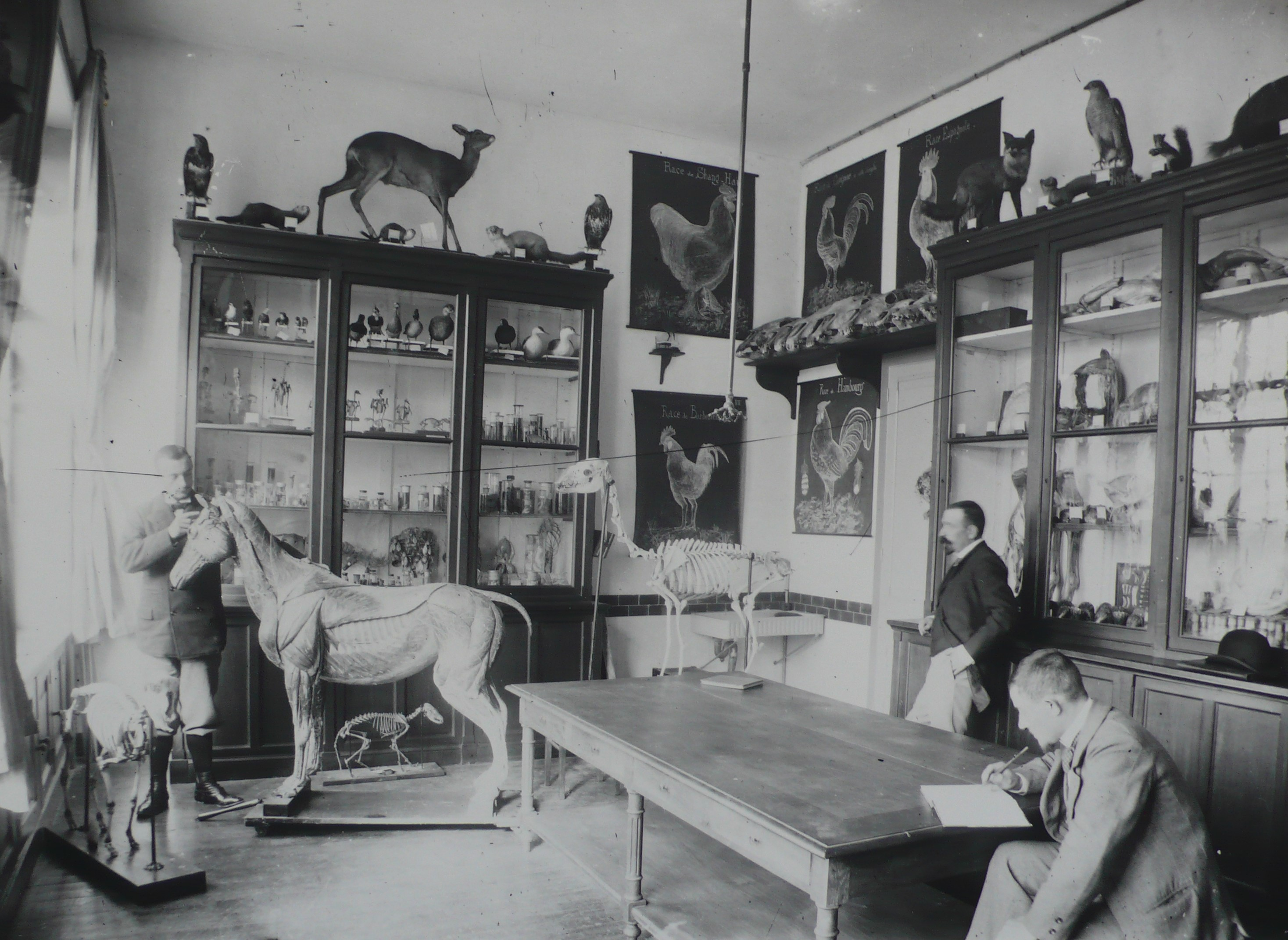
Examen de zootechnie à l'École nationale supérieure agronomique de Rennes : le professeur écoute l’élève devant la maquette de cheval, tandis que l’autre élève prépare sa réponse à la question tirée au sort (vers 1915)